# Bossey Bongou Château
Bossey Bongou Château (auch: Bossey Bangou Château) ist ein Dorf im Arrondissement Niamey II der Stadt Niamey in Niger.

## Geographie
Das von einem traditionellen Ortsvorsteher (chef traditionnel) geleitete Dorf liegt im ländlichen Gemeindegebiet von Niamey an einem Trockental. Südwestlich von Bossey Bongou Château schließt das urbane Stadtviertel Koira Tagui an. Ein Nachbardorf im Osten ist Bossey Bangou.

## Bevölkerung
Bei der Volkszählung 2012 hatte Bossey Bongou Château 367 Einwohner, die in 39 Haushalten lebten.

## Wirtschaft und Infrastruktur
Im Dorf gibt es ein staatliches Zentrum für die Alphabetisierung von Frauen.